# Nombre de coordination effectif
Le nombre de coordination d’un atome est déterminé de façon unique lorsque la déformation du polyèdre de coordination est limitée et il existe une coupure nette entre la sphère de coordination de l’atome en question et le reste de la structure cristalline.
En revanche, lorsque les distances entre un atome et ses voisins augmentent de façon plus ou moins continue, le nombre de coordination peut être difficile à établir et peut même varier avec les conditions expérimentales (température, pression). C’est le cas, par exemple, des cations alcalins, où souvent il n’y a pas de coupure nette entre la coordinence du cation et le reste de la structure, mais plutôt une augmentation graduelle et presque régulière de la distance de liaison cation – anion.
Dans ces cas, le concept de nombre de coordination effectif (ECoN, de l'anglais Effective COordination Number) se révèle particulièrement utile. ECoN est la généralisation du nombre de coordination à des valeurs réelles et est calculé comme fonction des distances inter-atomiques.

## Distance de liaison moyenne
Dans la suite, on considère que les distances inter-atomiques (distances de liaison, d) sont numérotées en ordre croissant : d(1) est alors la distance minimale dans un polyèdre de coordination donné.
La distance moyenne classique est la moyenne arithmétique des distances :
{\displaystyle {\bar {d}}=\sum _{i}{\frac {d(i)}{N}}.}
La distance moyenne pondérée dp est calculée en attribuant à chaque distance un poids inversement proportionnel à la distance même :
{\displaystyle d_{p}={\frac {\displaystyle {\sum _{i}d(i)e^{1-\left[d(i)/d(1)\right]^{6}}}}{\displaystyle {\sum _{i}e^{1-\left[d(i)/d(1)\right]^{6}}}}}.}
Le résultat ainsi obtenu est utilisé comme nouveau dénominateur (dp au lieu de d(1)) et le calcul est répété jusqu'à convergence pour obtenir la valeur finale de dp. Pour des polyèdres de coordination à faible déformation, la convergence est immédiate, dans d'autres cas quelques cycles de calcul peuvent être nécessaires.
Dans un polyèdre régulier toutes les distances sont identiques, tous les poids valent 1, et par conséquent dp = d. Avec la déformation progressive du polyèdre, les poids des distances baissent avec les valeurs des distances et par conséquent dp < d. La différence entre dp et d est alors une mesure de la déformation du polyèdre de coordination.

## Poids de liaison
À chaque liaison d(i) on peut attribuer un poids BW(i) (de l'anglais Bond Weight), fonction de d(i) et dp, qui est le correspondant géométrique de la force de liaison d'après Pauling.
{\displaystyle BW(i)=e^{1-\left[d(i)/d_{p}\right]^{6}}.}

## ECoN
Le nombre de coordination effectif est la somme des poids des liaisons BW(i) entre un atome donné et ses voisins :
{\displaystyle ECoN=\sum _{i}BW(i).~}
Dans le cas d'un polyèdre régulier, toute distance d(i) a le même poids de liaison BW(i) = 1 et alors ECoN est égal au nombre de coordination classique. Lorsque le polyèdre de coordination se déforme, dp baisse, les poids de liaison des distances courtes augmentent et ceux des distances longues baissent : par conséquent, ECoN baisse. La différence entre ECoN et le nombre de coordination classique est une mesure de la déformation du polyèdre de coordination.
Les distances d(i) qui contribuent à ECoN avec un poids de liaison BW(i) non négligeable sont considérées faire partie de la coordinence de l'atome au centre du polyèdre.